# Charles Foulkes
El general major Charles Howard Foulkes OB CMG DSO (Bangalore, Raj Britànic, 1 de febrer de 1875 – Hampshire, 6 de maig de 1969) va ser un oficial de l'Exèrcit Britànic i un jugador d'hoquei sobre herba britànic que va guanyar la medalla de bronze als Jocs Olímpics de 1908.

## Carrera militar
Foulkes estudià a la Bedford Modern School, i el 1894 fou enviat al cos de la Royal Engineers i va combatre a la Segona Guerra Bòer. El 1902 fou Comissionat Auxiliar de la Comissió de Fronteres anglo-francesa a l'est del Níger, i després de prendre part en l'expedició Kano-Sokoto, que va unir els emirs a Nigèria sota control britànic en 1903, passà a ser comandant de Ordnance Survey a Escòcia el 1904. El 1909 fou comandant de la 31a Companyia a Ceilan i Comandant de la Companyia 'L' al Magatzem de la Royal Engineers de Chatham el 1913.
Durant la Primera Guerra Mundial fou comandant de l'11a Companyia, lluitant, el 1914, a la Primera Batalla d'Ieper, abans de passar a ser assessor en cap de la Gran Bretanya en guerra química el 1915 i General Officer Commanding de la Brigada Especial responsable de la Guerra Química el 1917. També va aconsellar sobre l'ús del gas per reprimir els aixecaments a l'Afganistan (1919) i Waziristan (1920), tot i que el gas mai va ser emprat en aquests conflictes, abans de ser ascendit al grau de Comandant Royal Engineers a Fermoy i director de l'Irish Propaganda el 1921. Fou comandant de la Royal Engineers a Northumbria el 1922, Diputat enginyer en Cap de la Comandància Meridional el 1924 i enginyer en cap de la Comandància Aldershot el 1926. Es retirà el 1930.

## Carrera esportiva
El 1908 va prendre part en els Jocs Olímpics de Londres, on va guanyar la medalla de bronze en la competició d'hoquei sobre herbal, com a membre de l'equip escocès.

## Publicacions
- Foulkes, Charles Howard. "Gas!" The Story of the Special Brigade.  Published by Naval & Military Press, 2001. ISBN 1-84342-088-0.
- Foulkes, C.H., Commonsense and ARP, a practical guide for householders and business managers (C Arthur Pearson, London, 1939)